# Robert L. Freedman
Robert L. Freedman (Los Angeles, 27 luglio 1957) è uno sceneggiatore, librettista e paroliere statunitense.

## Biografia
Dopo gli studi all'Università della California e alla New York University, Robert L. Freedman cominciò a scrivere per la televisione nei primi anni novanta, ottenendo il suo primo progetto di rilievo nel 1997, quando firmò la sceneggiatura del remake televisivo di Cinderella. Nel 2001 scrisse il film biografico per la televisione Judy Garland, basato sulle memorie di Lorna Luft, per cui ottenne una candidatura al Primetime Emmy Award per la sua sceneggiatura. Dagli anni duemila la sua attività televisiva si diradò per lasciare spazio alla sua carriera teatrale. Freedman è infatti l'autore dei libretti di diversi musical: Grand Duchy (2003), Campaign of the Century (2005) e A Gentleman's Guide to Love and Murder (2012), che gli valse il Tony Award al miglior libretto di un musical nel 2014.

## Filmografia (parziale)

### Televisione
- Reclusa - La rabbia di una madre – film TV (1991)
- Cenerentola – film TV (1997)
- Questa è la mia famiglia – film TV (2001)
- Judy Garland – serie TV, 2 episodi (2001)

## Riconoscimenti
- Golden Globe
  - 2001 – Candidatura alla miglior miniserie o film TV per Judy Garland
- Premio Emmy
  - 2001 – Candidatura alla miglior miniserie o film TV per Judy Garland
  - 2001 – Candidatura alla miglior sceneggiatura di una miniserie o film TV per Judy Garland
- Tony Award
  - 2014 – Miglior libretto di un musical per A Gentleman's Guide to Love and Murder